# Верхній Пфальц
Верхній Пфальц (нім. Oberpfalz) є одним з семи округів та адміністративних округів у Баварії. Розташований у східній частині Баварії і межує з Чехією, а також з баварськими адміністративними округами Верхня Баварія, Нижня Баварія, Середня Франконія й Верхня Франконія.

## Адміністративний склад
Адміністративний округ Верхній Пфальц охоплює три вільні міста й сім районів:

### Вільні міста
1. Амберг
2. Регенсбург
3. Вайден

### Райони
1. Амберг-Зульцбах
2. Кам
3. Ноймаркт
4. Нойштадт-на-Вальднабі
5. Регенсбург
6. Швандорф
7. Тіршенройт

## Транспорт
Адміністративний округ Верхній Пфальц перетинають чотири залізничних лінії і три автобани.
Залізничні лінії:
- Регенсбург-Вайден-Марктредвіц-Гоф
- Вайден-Байройт
- Нюрнберг-Нойкірхен-Вайден та Нюрнберг-Нойкірхен-Амберг-Прага
- Нюрнберг-Ноймаркт-Регенсбург-Пассау

Через округ проходять наступні автобани:
- A 3 (Нюрнберг-Ноймаркт (Верхній Пфальц)-Регенсбург-Пассау)
- A 6 (Нюрнберг-Амберг-Вайдгаус-Прага)
- A 93 (Регенсбург-Вайден-Гоф)